# Procridinae

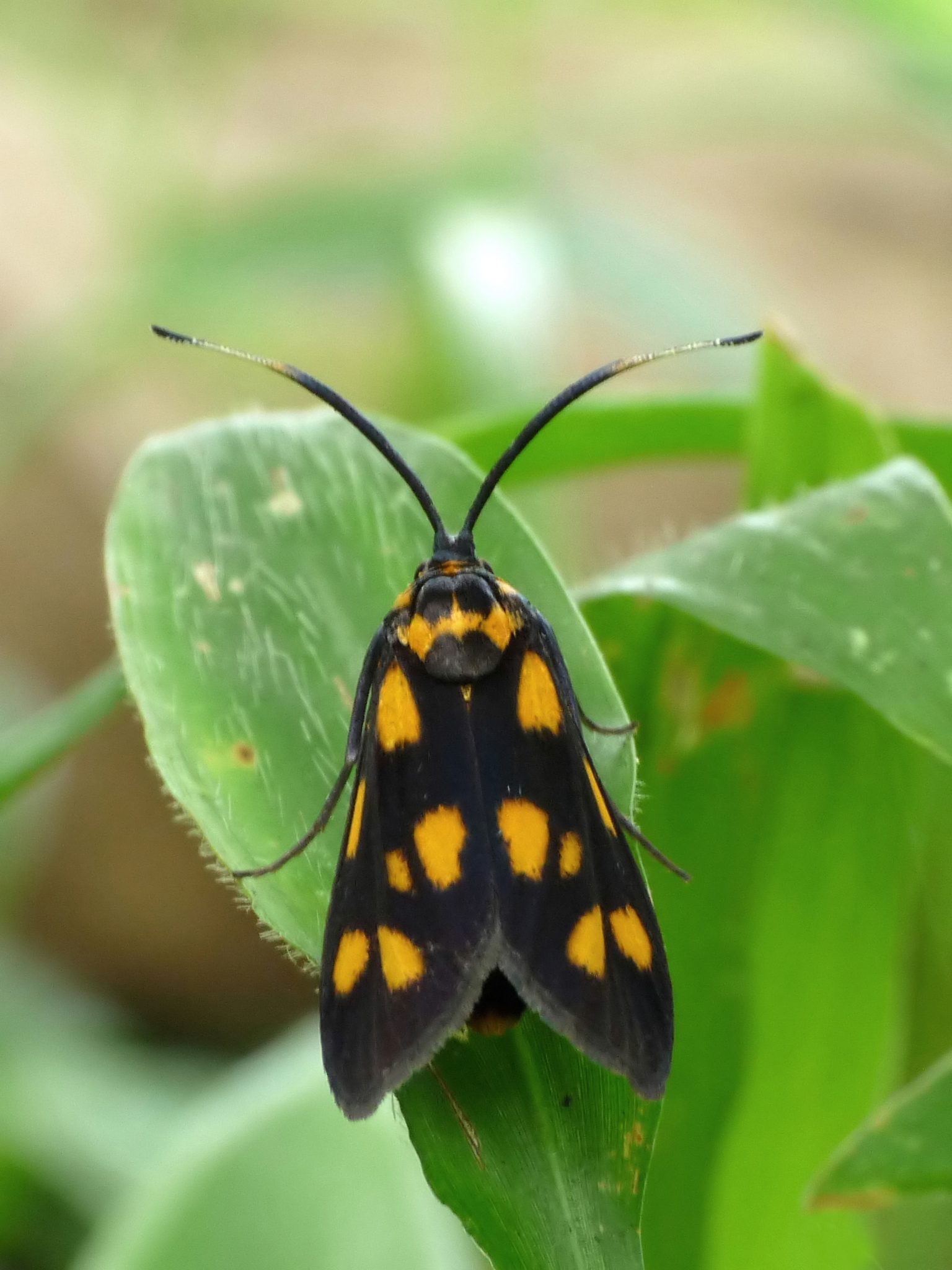
Artona hainana

Procridinae – podrodzina motyli z infrarzędu motyli różnoskrzydłych i rodziny kraśnikowatych.
Motyle o krępym ciele. Głowę mają zaopatrzoną w oczy złożone, przyoczka, piłkowane lub grzebykowate czułki oraz chaetosemata, które w tej grupie ustawione są na planie plastra miodu ze sterczącymi do góry łuskami otaczającymi sensilla trichoidea. U gatunków środkowoeuropejskich przednie skrzydła są jednobarwne: metalicznie zielone, niebieskie lub szarobrunatne, a tylne skrzydła jednolicie szarobrunatne. Wyjątkowa ultrastruktura łusek skrzydłowych jest autapomorfią tej podrodziny. Samice mają na trzecim, czwartym i piątym tergicie odwłoka gruczoły wydzielające feromony. Skład tych feromonów jest inny niż u Zygaeninae – obejmuje estry sec-butanolu i kwasów tłuszczowych. Charakterystyczna dla podrodziny jest budowa narządów rozrodczych samic. Zbiornik nasienny cechuje zanikła lub zlana z utrikulusem lagena, a sam ustriculus wykształcony jest w formie woreczkowatej bursa utricularis. Przewody torebki kopulacyjnej są w części tylnej rozszerzone w tak zwaną praebursę, która zawiera różne pomocne w oznaczaniu gatunków struktury zesklerotyzwone i przejmuje część funkcji korpusu torebki kopulacyjnej (corpus bursae).
Takson kosmopolityczny, przy czym w Amerykach reprezentowane jest tylko plemię Procridini, a w krainie australijskiej naturalnie występują tylko Artonini.
Należą tu rodzaje:
- Acoloithus Clemens, 1860
- Adscita Retzius, 1783 – lśniak
- Artona Walker, 1854
- Australartona Tarmann, 2005[5]
- Balataea Walker, 1865
- Chalconycles Jordan, 1907
- Clelea Walker, 1854
- Euclimaciopsis Tremewan, 1973
- Gerrya Mollet, 2017
- Gonioprocris Jordan, 1913
- Harrisina Packard, 1864
- Illiberis Walker, 1854
- Jordanita Verity, 1946
- Kubia Matsumura, 1927
- Metanycles Butler, 1876
- Myrtartona Tarmann, 2005[5]
- Neoprocris Jordan, 1915
- Notioptera Butler, 1876
- Pernambis Schaus, 1920
- Phacusa Walker, 1854
- Procotes Butler, 1876
- Pseudoamuria Tarmann, 2005[5]
- Pseudoprocris Druce in Godman & Salvin, 1884
- Pyromorpha Herrich-Schäffer, [1854]
- Rhagades Wallengren, 1863
- Saliunca Walker, 1865
- Seryda Walker, 1856
- Syringura Holland, 1893
- Tascia Walker, 1856
- Tetraclonia Jordan, 1913
- Theresimima Strand, 1917
- Thyrassia Butler, 1876
- Triprocris Grote, 1873
- Urodopsis Jordan, 1913